# Буцький Володимир Романович
Буцький Володимир Романович (*1866, с. Котівка, Олександрійський пов., Херсонська губ. — †1932, м. Одеса) — один з найкращих господарів-поміщиків Херсонської губернії, землевласник, дворянин, депутат Державної Думи Росії. Походить з козацько-старшинського роду Полтавського полку.

## Життєпис
Ймовірно, народився в родовому маєтку в сц. Котівка поблизу с. Варварівка, Олександрійського повіту, Херсонської губернії. Батько — Роман Іванович Буцький, військовий.
Землевласник, мав 940 десятин землі.
Закінчив Олександрійське реальне училище (1883). Після смерті батька, вимушений поїхати в родовий маєток і вести господарство. Невелика власна цегельня дозволила з часом побудувати 2-х поверховий родинний палац унікальної архітектури, поблизу якого пан Володимир насадив ландшафтний парк і фруктовий сад. Мав власний плодорозсадник, тваринний комплекс з безприв'язним утриманням тварин (що в 80-ті рр. XX ст. вважалось за передову технологію).
В 1905 році господарство і палац Буцьких сильно постраждали від спровокованих більшовиками свавіль: сільськогосподарські машини та знаряддя, десятки тисяч пудів хліба були знищені або вкрадені. Пізніше побудував невеликий будинок, де і жив із чисельною родиною (10 дочок і 3 сини) до 1918 року.
В 1906 році був обраний «гласным Александрийского уездного земского собрания, почетным мировым судьей и помощником предводителя дворянства».
Володимир Романович став одним з провідних господарів губернії. Одним з перших придбав снопов'язку, парову машину і молотарку. Був обраний депутатом в Державну Думу 1907—1916 рр.. Входив в національну групу, з 3-ї сесії — в руську національну фракцію, з 5-ї сесії — в групу незалежних націоналістів П. Н. Крупенського. Був членом комісій: земельної, торгівлі і промисловості, полювання і по переселенській справі.
В лихоліття українсько-більшовицької війни переїхав з родиною до м. Одеса, де і помер в 1932 році.

## Приватне життя
Згідно метрик церкви с. Варварівка у подружжя Володимира Романовича і Марфи Тимофіївни Буцьких були діти — Валентин, Людмила (1898).
Їх нащадки проживають в Україні та в інших країнах світу (Аргентина, США тощо).